# کریستل واهترا
کریستل واهترا (استونیایی: Cristel Vahtra; ۲۰ مارس ۱۹۷۲) اسکی‌باز صحرانوردی اهل استونی بود.
وی در دو دوره از بازی‌های المپیک زمستانی ۱۹۹۴ و ۱۹۹۸ شرکت کرده‌است.